# Шулдайс, Уоррен
Уоррен Шулдайс (англ. Warren Shouldice, род. 1 апреля 1983 года, Калгари, Альберта, Канада) — канадский фристайлист, участник олимпийских игр 2006, 2010 годов. Чемпион мира по фристайлу в 2011 году в акробатике, бронзовый призёр чемпионата мира 2009 года.

## Биография
Бывший гимнаст, Уоррен Шулдайс хотел бы быть пожарным. Любит сёрфинг, скейтборд, хоккей. Среди его спортивных кумиров — Александр Овечкин.

## Спортивная карьера
Уоррен Шулдайс дебютировал на кубке мира в сезоне 2002/2003, по результатам которого стал 13-м в общем зачёте. В следующем сезоне спортсмену покорился первый подиум, он стал вторым на этапе в Мон-Тремблан (Канада). В сезоне 2004—2005 годов Шулдайс положил в свою копилку серебро Лейк-Плесида (США). По окончании следующего сезона спортсмен стал третьим в общем зачёте кубка мира, чему способствовали три медали на этапах кубка мира. Сезон 2006—2007 годов Шулдайс пропустил из-за травмы. В следующем сезоне он дважды финишировал в первой тройке, став по результатам сезона 6-м. Падение на этапе в Мон-Габриель смазало сезон 2008/2009, но спортсмен дважды поднимался на подиум и закончил сезон на 12-й позиции.
Уоррен Шулдайс принимал участие в 2 чемпионатах мира, став 9-м в 2005 году и выиграв бронзовую медаль в 2009 году. На олимпийских играх Уоррен Шулдайс дебютировал в 2006 году, где стал 6-м в акробатике. На домашней олимпиаде стал 10-м.